# ジョージ・ワシントン就任式の聖書

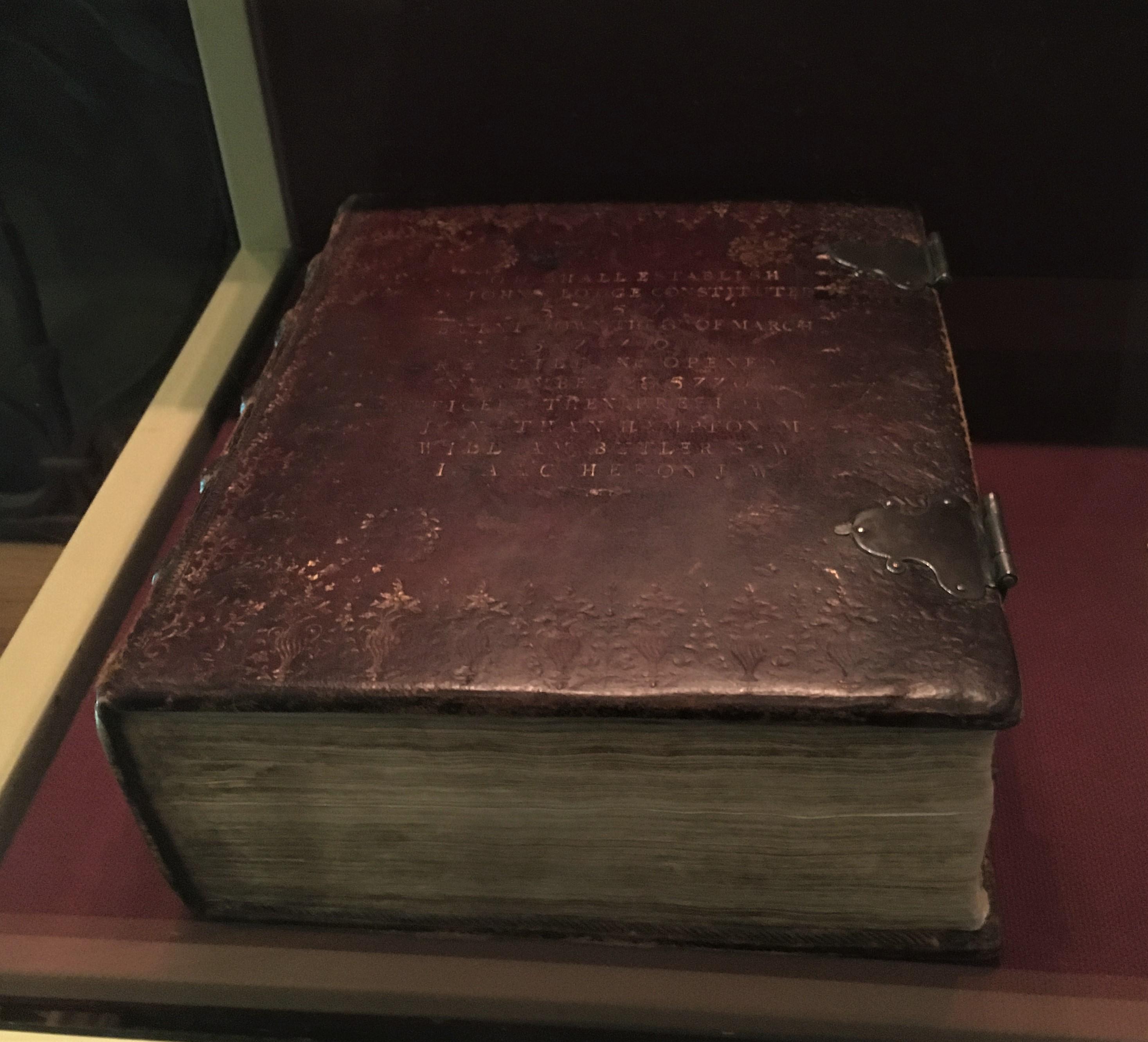
フェデラル・ホールで展示されている聖書

ジョージ・ワシントン就任式の聖書（ジョージ・ワシントンしゅうにんしきのせいしょ）は、初代アメリカ合衆国大統領となったジョージ・ワシントンが、1789年の最初の大統領就任式の就任宣誓の際に使用した聖書である。その後、他の何人かの大統領就任式でも使用されている。
この聖書は、1767年に出版された欽定訳聖書である。外典を含み、当時の歴史、天文学、法律の詳細なデータが付録としてついている。ニューヨークのフリーメイソンのロッジであるセント・ジョンズ第1ロッジが、現在「ジョージ・ワシントン就任記念聖書」としてこの聖書を保管している。

## ワシントンの就任式

ワシントンの就任式

ワシントンの就任式は、ニューヨーク市のウォール街にあるフェデラル・ホールのバルコニーで、大勢の観衆の前で行われた。副大統領に選出されたジョン・アダムス、初代ニューヨーク州知事のジョージ・クリントン、フィリップ・スカイラー、ジョン・ジェイ、ヘンリー・ノックス、およびニューヨーク・グランドロッジのグランドマスターのジェイコブ・モートンが来賓として参列した。モートンは、宣誓に使う聖書が用意されていないことに気づき、セント・ジョンズ・ロッジに聖書を取りに行った。聖書は、上院書記のサミュエル・アリン・オーティスによって、深紅のベルベットのクッションの上に置かれた。式典では、創世記第49章のページが開かれていた。これは式を迅速に進めるためランダムに開いたものとされるが、意図的にこのページを開いたとする説もある。
就任式では、ワシントンは聖書に手を置いて宣誓をした後、聖書に恭しく口づけをし、目を閉じて"So help me God"（神よ照覧あれ）と言ったとされる。しかし、ワシントンが宣誓に"So help me God"という言葉を付け加えたということについて、信頼できる同時代の証言はなく、現在でも議論がある。同時代のワシントンの宣誓に関する唯一の記述は、フランス領事のムスティエ侯爵の報告であるが、これに"So help me God"という文言についての言及はない。ワシントンが"So help me God"と言ったとする最も古い資料は、就任式当時6歳だったワシントン・アーヴィングによる、就任式の60年後に書かれたものである。
ワシントンの宣誓の後、ニューヨーク州衡平法裁判所長官のロバート・リビングストンが"It is done!"（完了した!）と言い、人々に向かって"Long live George Washington, President of the United States!"（合衆国大統領ジョージ・ワシントン、万歳!）と叫んだ。

## その後の使用
この聖書は、1921年のウォレン・G・ハーディング、1953年のドワイト・D・アイゼンハワー、1977年のジミー・カーター、1989年のジョージ・H・W・ブッシュの大統領就任式でも使用された。ジョージ・H・W・ブッシュの就任式は、ワシントンの就任式から丁度200年目に当たる。2001年のジョージ・W・ブッシュの就任式でもこの聖書が使用される予定で、セント・ジョンズ・ロッジの3人のフリーメイソンの管理の下で合衆国議会議事堂まで運ばれていたが、悪天候のために実現しなかった。この聖書は傷みにより壊れやすくなっているため、セント・ジョンズ・ロッジの会合では開かれなくなった。
この聖書は、大統領就任式だけでなく、ジョージ・ワシントンやエイブラハム・リンカーンの葬儀でも使用されている。また、合衆国議会議事堂の礎石敷設式、ワシントン記念塔の敷設式や、ホワイトハウス、議会議事堂、自由の女神の礎石打設100周年、1964年のニューヨーク万国博覧会、航空母艦ジョージ・ワシントンの進水式などでも使用されてきた。
近年では、ワシントン大統領就任式が行われたフェデラル・ホールで展示されることも多い。
2009年、セント・ジョンズ・ロッジは、この聖書の保存・維持・修復を目的とする公益団体、セント・ジョンズ第1ロッジ財団(St. John's Lodge No. 1 Foundation, Inc.)を設立した。2014年、同財団は、501(c)(3)団体としての認定を受けた。